# Vladimír Kremlík
Pour les articles homonymes, voir Kremlík.
Vladimír Kremlík, né le 9 décembre 1972 à Čáslav, est un homme politique  et avocat tchèque. Le 30 avril 2019, il est nommé ministre des transports de la République tchèque. Il est limogé le 20 janvier 2020 à la suite d'un scandale relatif à l'attribution d'un marché pour la vente des vignettes autoroutières. Ancien membre du ČSSD, il est actuellement membre du parti ANO 2011.

## Vie professionnelle
Il a obtenu son diplôme de baccalauréat en travail social à l'ancienne Université pédagogique de Hradec Kralove (aujourd'hui l' Université de Hradec Kralove ), puis est diplômé de la Faculté de droit de l' Université Charles à Prague en 1999.
Il devient par la suite avocat.
Après avoir obtenu son diplôme, il a travaillé au Fonds de la propriété nationale entre 1999 et 2002 en tant que chef de la section de la privatisation stratégique. Il a  aussi travaillé au bureau du gouvernement et était conseiller économique du président du gouvernement Vladimír Špidla en 2002. Entre 2002 et 2007, il a été directeur du Bureau de la représentation gouvernementale en matière immobilière, puis a ensuite travaillé brièvement au ministère des Transports en 2006 et 2007. Il collabore entre autres à la gestion de l'aéroport de Prague. Entre 2005 et 2015, il est membre du ČSSD.
De 2008 à 2011, il a travaillé chez divers organes en tant qu' avocat débutant. Il a également été avocat indépendant pendant trois ans après avoir réussi l'examen du barreau. De 2015 à 2019, il était responsable des services juridiques et de la gestion des biens grâce à sa fonction d'adjoint aux services juridiques et à la gestion des biens au Bureau de la représentation gouvernementale en matière de propriété (ÚZSVM).

## Carrière politique
Le 10 avril 2019, le président du gouvernement, Andrej Babiš, a annoncé qu'il le proposerait en tant que ministre des Transports. Le Président Miloš Zeman l'a ensuite nommé à ce poste le 30 avril 2019 en succédant à Dan Ťok.
Il est limogé à la suite d'un scandale relatif à l'attribution d'un marché pour mise en place d'un dispositif numérique pour remplacer les vignettes autoroutières. La commande a été passée pour un montant de 400 millions de couronnes tchèques (16 millions d'euros) sans passer par un appel d'offres. Ce montant surévalué a largement été critiqué par l'opposition, la société civile et le premier ministre lui même, qui a limogé son ministre le 20 janvier 2020. Les prérogatives du ministre des transports ont été reprises par le ministre de l'économie Karel Havlíček.